# Neil Flynn
Neil Richard Flynn (ur. 13 listopada 1960 w Waukegan, w stanie Illinois) – amerykański aktor i komik. Popularność przyniosła mu rola woźnego w amerykańskim komediodramacie Hoży doktorzy.

## Filmografia
- 2009 Pępek świata (The Middle) jako Mike Heck
- 2008 Indiana Jones i Królestwo Kryształowej Czaszki jako Paul
- 2007 Sexlista 101 jako Zack
- 2007 The Naked Trucker and T-Bones Show
- 2006 Re-Animated
- 2006 Joey jako ksiądz O’Neil
- 2006 Hoot jako pan Eberhart
- 2004 Wredne dziewczyny jako Chip Heron
- 2004 Anchorman jako policjant
- 2003–2004 Tajemnice Smallville jako pan Dinsmore
- 2002–2003 Clone High
- 2002 CSI: Kryminalne zagadki Las Vegas jako oficer policji Kevin Yarnell
- 2001–2010 Hoży doktorzy jako woźny
- 2000 Buzz Lightyear of Star Command
- 2000 The Right Temptation jako Max
- 1999 Różowe lata siedemdziesiąte
- 1998 The Drew Carey Show
- 1997 Alex – sam w domu
- 1997 Kroniki Seinfelda
- 1996 Reakcja łańcuchowa jako policjant
- 1994 Baby's Day Out jako policjant
- 1993 Ścigany jako policjant
- 1993 Rookie of the Year
- 1989 Major League
- 1989 Doogie Howser, lekarz medycyny